# Дулов, Всеволод Иванович
Все́волод Ива́нович Ду́лов (2 мая 1913, Бодайбо — 2 апреля 1964, Иркутск) — советский историк, специалист по истории Сибири. Доктор исторических наук, профессор, лауреат Государственной премии СССР.

## Биография
Родился 2 мая 1913 года в Бодайбо. Жил в селе Знаменка (ныне — Жигаловский район Иркутской области). В 1934 году окончил Иркутский педагогический институт. В 1942 году защитил кандидатскую диссертацию, в 1951 году — докторскую диссертацию. С 1952 по 1964 год — заведующий кафедрой истории СССР Иркутского педагогического института. Участвовал в выпуске пятитомной «Истории Сибири»: член главной редакции и главный редактор третьего тома.
Основные направления научной деятельности: история революционного движения и политической ссылки в Восточной Сибири, история Тувы XIX – начала XX века, история присоединения Сибири к России, история социально-экономического развития Сибири.
Скончался 2 апреля 1964 года в Иркутске. Похоронен на Радищевском кладбище в Иркутске.

## Семья
- Отец: Дулов Иван Афанасьевич (1891 - 1933) - коммерсант.
- Мать: Дулова Дарья Васильевна (1891 - 1957) — домохозяйка.
- Сын: Александр (род. 1938) — советский и российский историк, доктор исторических наук, профессор.

- Брат: Дулов, Александр Иванович (1918 - 2005) — Доктор педагогических наук, профессор. На фронте Великой Отечественной войны младший лейтенант Дулов А. И. принимал участие в обороне Москвы, командовал стрелковым взводом.
- Сестра: Дулова Л.И. (род. 1923) — Вдова Петра Шелохонова, актёра театра и кино, Заслуженного артиста РСФСР.

## Награды
- Орден Трудового Красного Знамени.
- Орден Знак Почёта.
- Государственная премия СССР.
- Медаль «За доблестный труд в Великой Отечественной войне 1941-1945 гг.».

## Память
- В Иркутске на здании, где работал Всеволод Дулов, в память о нём установлена мемориальная доска[1].